# Abarema villifera
Abarema villifera är en ärtväxtart som först beskrevs av Adolpho Ducke, och fick sitt nu gällande namn av Rupert Charles Barneby och James Walter Grimes. Abarema villifera ingår i släktet Abarema och familjen ärtväxter. Inga underarter finns listade i Catalogue of Life.